# ان‌جی‌سی ۳۲۲۳

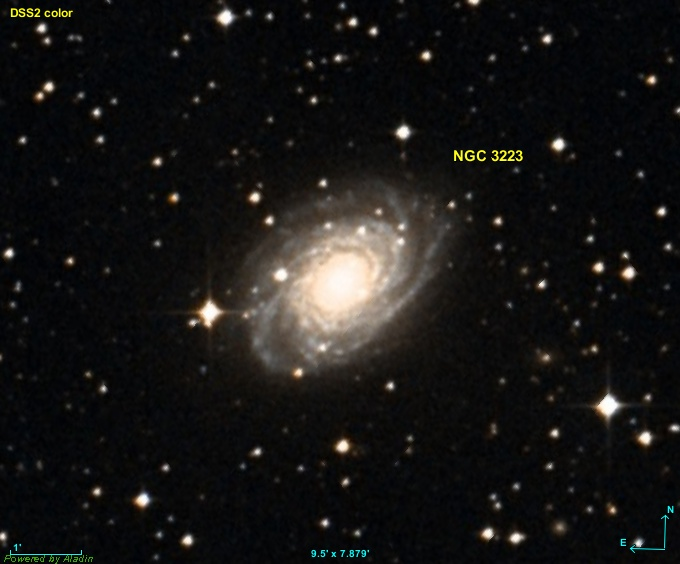

ان‌جی‌سی ۳۲۲۳ (انگلیسی: NGC 3223) نام یک کهکشان در صورت فلکی تلمبه است.